# 후쿠이 유진
후쿠이 유진(일본어: 福井 悠人, 2003년 7월 12일~)는 일본의 축구 선수이다.

## 구단 경력
그는 2021년 J3리그의 가마타마레 사누키에 입단했고, 4년동안 팀에서 뛰었다.